# Reigosa (Pastoriza)
Reigosa (llamada oficialmente Santiago de Reigosa) es una parroquia española del municipio de Pastoriza, en la provincia de Lugo, Galicia.

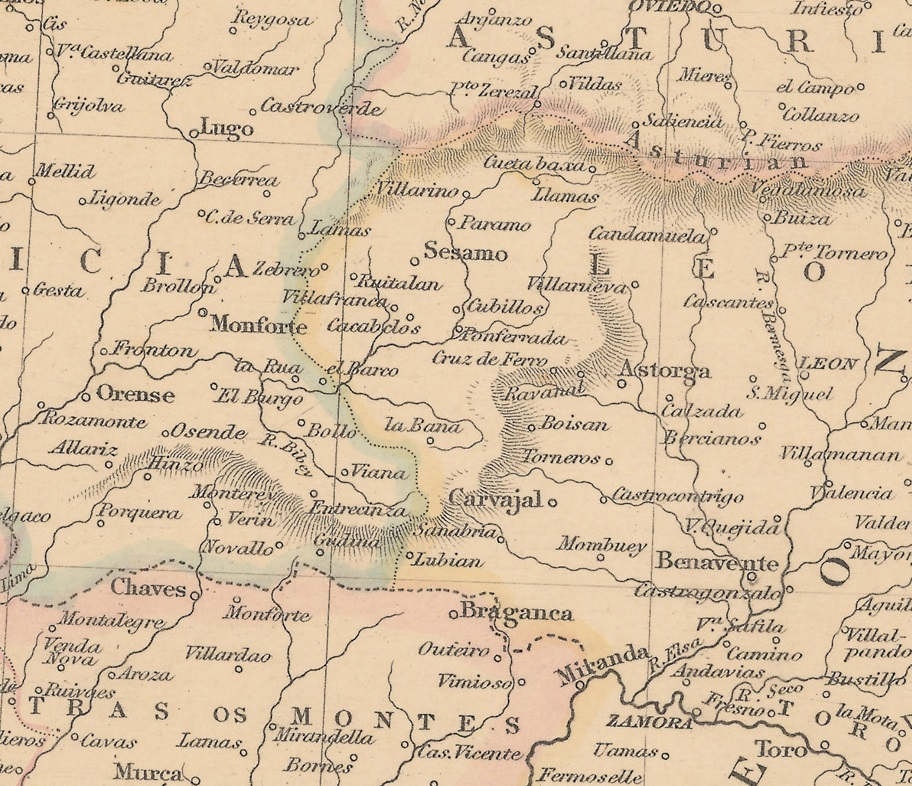
Detalle del mapa Spain and Portugal, realizado en 1838 por John Betts, en el que se puede observar Reygosa

## Organización territorial
La parroquia está formada por dieciséis entidades de población, constando catorce de ellas en el anexo del decreto en el que se aprobó la actual denominación oficial de las entidades de población de la provincia de Lugo:

### Entidades de población
Entidades de población que forman parte de la parroquia:
- Bargueiras (As Bargueiras)
- Casaria (A Casaría)
- Coroas (As Coroas)
- Grandela (A Grandela)
- Gueimondes (Os Gueimondes)
- Hermida (A Ermida)
- Iglesia (A Igrexa)
- Lagos (Os Lagos)
- Lameiro (O Lameiro)
- Lousedos (Os Lousedos)
- Palloza
- Tuche
- Valiña (A Valiña)
- Vilar (O Vilar)

### Despoblados
Despoblados que forman parte de la parroquia:
- Carballeira (A Carballeira)
- Señorin (Señorín)

## Demografía
| Gráfica de evolución demográfica de Reigosa entre 2000 y 2020 |
|                                                               |
| Datos según el nomenclátor publicado por el INE.              |